# 観音寺エクスプレス

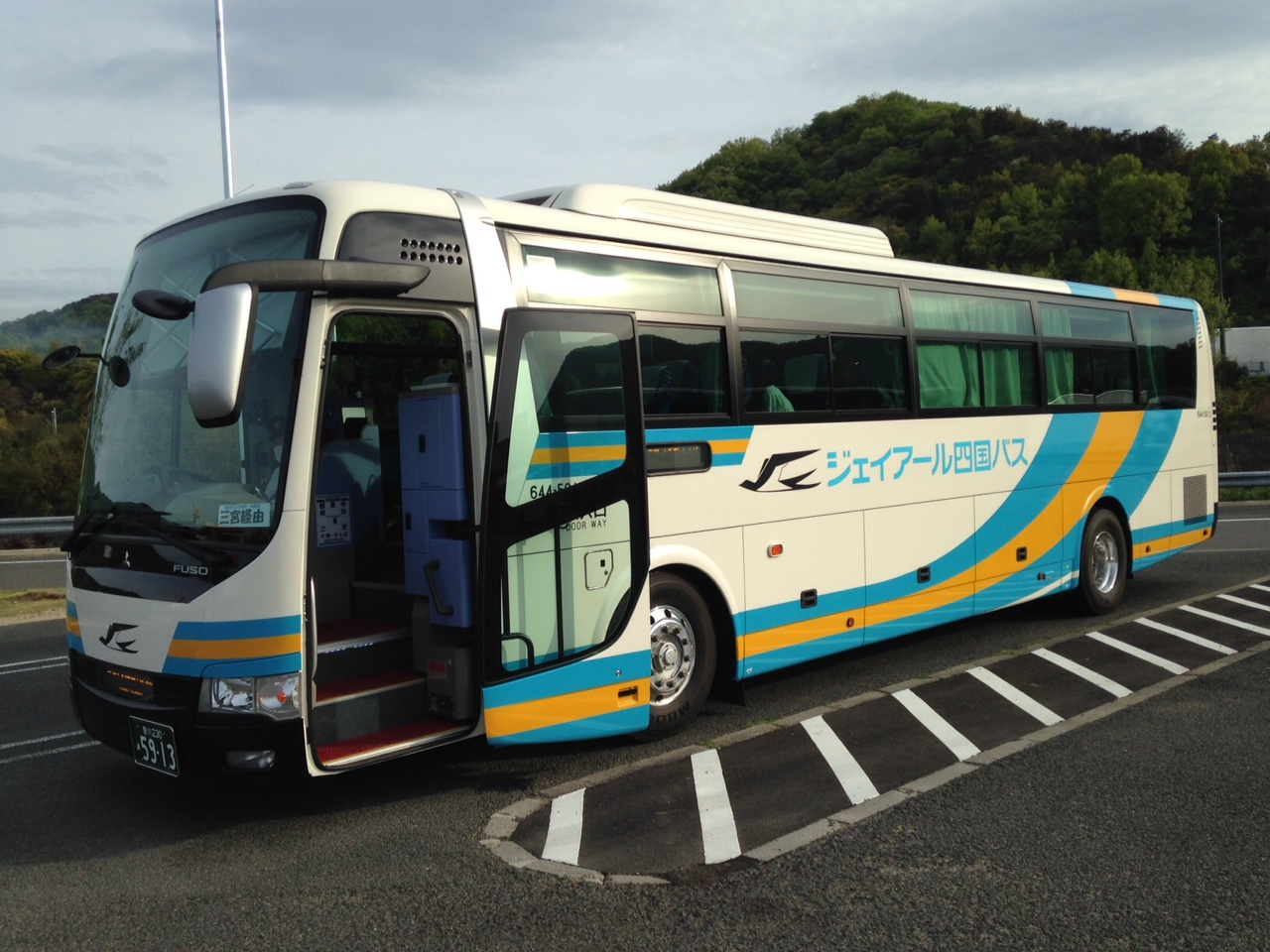
観音寺エクスプレス号

観音寺エクスプレス（かんおんじえくすぷれすごう）は、ジェイアール四国バスが運行する大阪市・神戸市と香川県坂出市・善通寺市・三豊市・観音寺市を結ぶ昼行高速バスである。全便座席指定制のため、乗車には予約が必要。
2020年4月からは 新型コロナウイルス感染症（COVID-19）の影響で全便運休を行っているが、2020年と2021年の夏季は大幅に減便しつつも一部便を運行再開している。。
2017年6月30日までは四国高速バスが運行する「さぬきエクスプレス神戸・大阪号」と大阪・神戸 - 坂出バスターミナル・善通寺バスターミナル間で共同運行及び乗車券の共通化を行っていたが、同年7月1日以降は単独運行となり、乗車券の共通利用ができなくなった。また両者とも運行ルートの一部変更が行われた。「さぬきエクスプレス神戸・大阪号」の詳細は同記事を参照のこと。
ここでは、かつて運行していた神戸発着便の観音寺エクスプレス神戸号について述べ、一部はかつて共同運行していた四国高速バス・阪急バスのさぬきエクスプレス大阪（丸亀発着便）・さぬきエクスプレス神戸（丸亀発着便）・及び2路線を統合したさぬきエクスプレス神戸・大阪号、神姫バスのハーバーライナー（神戸 - 丸亀便）についても触れる。
観音寺エクスプレス号の便名コードは540xx、以前に存在した神戸発着便は555xx（神戸経由の大阪発着便で高速舞子・三宮バスターミナルを利用する場合は550xxとなった）、かつて共同運行していた「さぬきエクスプレス神戸・大阪号」が5406xであった。

## 概要
香川県の西讃地区（狭義の中讃地区）と京阪神を結ぶ高速バスは、1996年に四国高速バスと阪急バスがさぬきエクスプレスを共同運行で新設したのが始まりである。当時のルートは大阪（阪急梅田駅）と高松駅間を坂出駅を経由し、独立3列シート車で1日4往復結んでいた。2001年の高松自動車道延伸と同時に行われたダイヤ改正では増便が行われ、同時に一部便が丸亀発着・高松経由、4列シート車に変更され、2010年の高松発着便と丸亀発着便の分離により丸亀発着便のみ再び3列独立シート車に戻された。2012年に大阪発着便と神戸発着便を統一するまではさぬきエクスプレス大阪・さぬきエクスプレス神戸と分かれていた。かつて運行していた阪急バスではさぬきエクスプレス号を、神姫バスではハーバーライナーとそれぞれ愛称が分かれており、いずれも高松発着便と共通の愛称であった。
2002年には後発で参入した四国旅客鉄道（2004年以降はジェイアール四国バス）と西日本ジェイアールバスのJRバス2社も高松エクスプレス大阪号および高松エクスプレス神戸号において四国高速バス・阪急バス・神姫バスと共同運行を始め、同線を延長する形で丸亀駅までの運行を始めた。しかし、どちらの路線も高松中央ICから高松市内を経由してから西讃地区へ向かうため、時間のロスが大きかった。
そこで2009年に高松市内を通過して、阪神地区と西讃地区を直結する路線として、JRバス2社が運行する観音寺発着便の観音寺エクスプレス大阪号・神戸号（かんおんじえくすぷれすおおさかごう・こうべごう）を新設、四国高速バス陣営が運行する「さぬきエクスプレス大阪」、「さぬきエクスプレス神戸」・「ハーバーライナー（丸亀系統）」も一部高松市内を通過する便を設ける系統変更が行われた。JRバス2社便の愛称は2001年から運行する高松発着便（高松エクスプレス大阪号・神戸号）と区別されている。（ただし運行当初の6ヶ月間は高松エクスプレス大阪号・神戸号の一部が観音寺駅まで乗り入れていた。）
開設にあたり、ジェイアール四国バスは坂出インターチェンジ付近に、四国高速バスは善通寺インターチェンジ付近に、それぞれパークアンドバスライドが可能な駐車場を持つバスターミナルを開設した。さらに、貸切バス専業の営業所として機能していたJR四国バス観音寺営業所は、本便の運行開始後、高速バスの車庫としても活用されることとなった。一方で、西讃地区のパークアンドバスライド拠点兼車庫・営業所として機能していた四国高速バス所有の丸亀バスターミナルは、バスターミナルとしての運用を終了した。
2009年10月1日、ダイヤ改正が行われ、高松市内を経由する便は廃止され、すべてが直行便となった。その一方で、「観音寺エクスプレス大阪号」の一部を三宮バスターミナル経由とした。四国新聞は、「いわゆる1000円高速（道路）などによる業績不振」による「減便」と報じた。
2010年7月1日、再びダイヤ改正が行われ、「観音寺エクスプレス大阪号」と「観音寺エクスプレス神戸号」が統合され、全ての便が大阪発着・三宮バスターミナル経由の「観音寺エクスプレス」となった。乗車機会は1日5往復に増えたが、実質は2往復分（ジェイアール四国バス担当と西日本ジェイアールバス担当の各1往復）が減便となっている。観音寺駅周辺の運行ルートが変更され、停留所にゆめタウン三豊が加わった。一方、丸亀駅発着の「さぬきエクスプレス大阪」と「さぬきエクスプレス神戸」／「ハーバーライナー」は再び坂出駅を経由するようになり、「ハーバーライナー」(神姫バス担当)と「さぬきエクスプレス大阪」（四国高速バス担当）がそれぞれ1往復増便となった。「さぬきエクスプレス大阪」（丸亀発着便）はUSJもしくは三宮バスターミナルに停車する便を除き、山陽自動車道・瀬戸中央自動車道（瀬戸大橋）を経由するルートに変更された。
2011年6月1日、「観音寺エクスプレス号」において、JR大阪駅のリニューアル工事完了にともない、発着場所が桜橋口から大阪駅JR高速バスターミナル（北口）に変更される。また西日本ジェイアールバスが「観音寺エクスプレス」の運行から撤退し（発券・運行支援業務は継続）、ジェイアール四国バスの単独運行となった。
2012年4月1日、大阪・神戸 - 丸亀線において阪急バスと神姫バスが運行から撤退（発券・運行支援業務は継続）。四国高速バスの単独運行となり、名称も「さぬきエクスプレス神戸・大阪号」に統一される。こちらも全ての便が大阪発着・三宮バスターミナル経由になり、神戸淡路鳴門自動車道（明石海峡大橋）を経由するルートに変更されている。
2017年6月30日、「観音寺エクスプレス号」と「さぬきエクスプレス神戸・大阪号」の共同運行を終了した。「さぬきエクスプレス神戸・大阪号」は坂出バスターミナル（ジェイアール四国バス管理）の経由を廃止、「観音寺エクスプレス号」は善通寺エリアの停留所を善通寺バスターミナル（四国高速バス管理）からJR善通寺駅近くの善通寺本郷通りに変更した。

## 運行会社
- 観音寺エクスプレス号：ジェイアール四国バス（観音寺営業所）

※以前存在した3列シート便には松山支店の車両（愛媛ナンバー）も使われていた。
2011年までは西日本ジェイアールバスも運行していた。（2020年現在は大阪・神戸の発着停留所の発券業務、大阪側の運行支援業務のみ）

## 運行回数
1日2往復

## 運行経路および停車停留所
- 大阪府・兵庫県内の区間のみ、香川県内の区間のみの利用は不可。
- ユニバーサル・スタジオ・ジャパン(USJ)は1往復のみ停車。
- 室津PAと津田の松原SAで休憩を行う。
- カッコ内の数字は駅コード。
- 高松自動車道に暫定2車線区間があった2018年までは保守工事のため夜間通行止めとなる場合は、山陽自動車道・瀬戸中央自動車道（瀬戸大橋）経由で運行し、高速舞子は通過していた。

観音寺エクスプレス号
```
（ユニバーサル・スタジオ・ジャパン (USJ) (22) ※） - 
大阪駅JR高速バスターミナル
(
大阪駅
)※ (21) - 湊町バスターミナル (OCAT・JRなんば駅)※ (19) - 三宮バスターミナル (17) - 高速舞子 (15) - 
坂出インターバスターミナル
 (30) - 善通寺本郷通り - 
三豊市役所
 - 
ゆめタウン三豊
 (33) - 
観音寺駅
 (32)
```

※大阪市内では、上下便とも(ユニバーサル・スタジオ・ジャパン(USJ))→大阪駅JR高速バスターミナル→湊町バスターミナル (OCAT) の順に停車。

## 歴史
- 1999年（平成11年）12月20日 - 四国旅客鉄道(当時)と西日本ジェイアールバスが「高松エクスプレス神戸号」を新神戸駅 - 三ノ宮駅 - 高松駅間で運行開始。
- 2001年（平成13年）3月30日 - 四国旅客鉄道と西日本ジェイアールバスが「高松エクスプレス大阪号」を大阪駅 - JR難波駅 - 高松駅間で運行開始。
- 2002年（平成14年）
  - 4月27日 - 四国高速バス・阪急バスの「さぬきエクスプレス大阪」との共同運行を開始。「高松エクスプレス大阪号」の一部便を丸亀駅発着に変更。
  - 11月1日 - 四国高速バス・神姫バスの「さぬきエクスプレス神戸／ハーバーライナー」と「高松エクスプレス神戸号」の共同運行を開始。「高松エクスプレス神戸号」の一部便を丸亀駅発着に変更。
- 2004年（平成16年）4月1日 - 四国旅客鉄道の自動車（バス）部門が独立し、ジェイアール四国バスとなる。
- 2009年（平成21年）
  - 4月1日 - ジェイアール四国バスと西日本ジェイアールバスが「観音寺エクスプレス大阪号」、「観音寺エクスプレス神戸号」運行開始。
「観音寺エクスプレス大阪号」（直通便） - 1日4往復。ほか「高松エクスプレス大阪号」1往復（27号・18号）が観音寺駅まで運行。
「観音寺エクスプレス神戸号」（直通便） - 1日6往復（JR担当<観音寺駅発着>3往復、神姫バス・四国高速バス担当<丸亀駅発着>3往復）。ほか「高松エクスプレス神戸号」2往復（7号・21号・20号・34号）が観音寺駅まで運行。
  - 10月1日 - 丸亀・観音寺発着便の高松経由を廃止、すべて直通便となる。
- 2010年（平成22年）7月1日 - JRバス2社担当の全便が大阪発着・神戸立ち寄りに変更され、「観音寺エクスプレス号」に改称。一部便のみ「高速舞子」停留所での客扱いを開始。四国高速・阪急・神姫便は坂出駅（中国銀行前）に停車。
- 2011年（平成23年）6月1日 - 「観音寺エクスプレス号」のJR大阪駅の発着場所を桜橋口から大阪駅JR高速バスターミナルに変更。西日本ジェイアールバスが撤退（神戸・大阪側の予約・発券・運行支援業務は継続）し、ジェイアール四国バスの単独運行となる。あわせて1往復増便、6往復中2往復に独立3列シート車を導入。
- 2012年（平成24年）4月1日 - 「さぬきエクスプレス」・「ハーバーライナー」（丸亀系統）から阪急バスと神姫バスが撤退（それぞれ大阪側、神戸側の予約・発券・運行支援業務は継続）し、四国高速バスの単独運行となる。丸亀発着便は全便大阪発着・神戸立ち寄りとなり「さぬきエクスプレス神戸・大阪号」に改称。瀬戸大橋経由便および坂出駅（中国銀行前）停留所を廃止。8往復（大阪発着6+神戸発着2）から7往復へ事実上の減便。「観音寺エクスプレス」はみどりの窓口での発券を終了。こちらは7往復に増便。
- 2013年（平成25年）10月5日 - 同年11月4日までの瀬戸内国際芸術祭（秋会期）期間中のみ「観音寺エクスプレス号」は「高速三野」停留所での客扱いを行った。
- 2014年（平成26年）
  - 7月16日 - 上り便（大阪行）の大阪市内の停車順を変更。「さぬきエクスプレス神戸・大阪号」のみ「高速丸亀」停留所での客扱いを開始。
- 2015年（平成27年）
  - 4月1日 - 「観音寺エクスプレス号」に「三豊市役所」（JR高瀬駅近く）停留所を新設。
  - 12月1日 - 「観音寺エクスプレス号」の7往復中4往復が4列シート車での運行となる。
- 2016年（平成28年）4月1日 - 「観音寺エクスプレス号」の7往復中6往復が4列シート車での運行となる。3列シート車は基本的に松山エクスプレス号の間合い運用の1往復のみになる。
- 2017年（平成29年）6月30日 - この日で「観音寺エクスプレス号」と「さぬきエクスプレス神戸・大阪号」（丸亀系統）の共同運行を終了及びルート変更。「観音寺エクスプレス号」は全て4列シート車の運行になる。
- 2018年（平成30年）12月1日 - 1往復を減便し、6往復に。
- 2020年（令和2年）
  - 2月1日 - PayPay決済及びAlipay決済を開始[4]。
  - 4月8日 - 新型コロナウイルス感染症（COVID-19）の影響で同年7月8日まで全便運休。
  - 7月9日 - 一部便の運行再開。
  - 10月9日 - 再び全便運休。
- 2021年（令和3年）
  - 8月7日 - 再び一部便の運行再開。これ以降1日2往復のみの運行となる。
- 2023年（令和5年）
  - 4月10日 - 2024年（令和6年）2月29日（予定）まで、平日限定（年末年始期間は除く）で追加料金無しで1人2席使用できるWシートの運用開始[5]。

## 車内設備
- ハイデッカー車
- 4列リクライニングシート
- 無料Wi-Fiスポット
- トイレ
- フットレスト
- 座席コンセント